# Соловьёвский сельсовет (Амурская область)

Соловьёвский сельсове́т — упразднённое сельское поселение в Тындинском районе Амурской области.
Административный центр — село Соловьёвск.

## История
3 августа 2005 года в соответствии с Законом Амурской области № 32-ОЗ муниципальное образование наделено статусом сельского поселения.
Упразднено в январе 2021 года в связи с преобразованием муниципального района в муниципальный округ.

## Население
| 2002  | 2010  | 2011  | 2012  | 2013  | 2014  | 2015  |
| ----- | ----- | ----- | ----- | ----- | ----- | ----- |
| 3126  | ↘3100 | ↘3080 | ↘3029 | ↘2962 | ↘2889 | ↘2878 |
| 2016  | 2017  | 2018  |       |       |       |       |
| ↘2853 | ↘2821 | ↘2785 |       |       |       |       |

## Состав сельского поселения
| № | Населённый пункт | Тип населённого пункта       | Население |
| - | ---------------- | ---------------------------- | --------- |
| 1 | Соловьёвск       | село, административный центр | ↗2914     |
| 2 | Стрелка          | посёлок                      | ↗1        |
| 3 | Янкан            | село                         | →53       |